# グレタ・ガルボ
グレタ・ガルボ（Greta Garbo、1905年9月18日 - 1990年4月15日）は、スウェーデン生まれのハリウッド映画女優。本名はグレータ・ルヴィーサ・グスタフソン（Greta Lovisa Gustafsson）で、ハリウッドのサイレント映画期ならびにトーキー映画初期の伝説的スターである。3度のアカデミー主演女優賞へのノミネート経験があり、1954年に「輝かしく忘れがたい演技」に対してアカデミー名誉賞が贈られている。また、1935年の『アンナ・カレニナ』と1936年の『椿姫』で、ニューヨーク映画批評家協会賞 主演女優賞を受賞している。アメリカン・フィルム・インスティチュートが1999年に選定した映画スターベスト100の女優部門では、キャサリン・ヘプバーン、ベティ・デイヴィス、オードリー・ヘプバーン、イングリッド・バーグマンに続く第5位にランクされた。
ガルボはノーベル文学賞受賞作家セルマ・ラーゲルレーヴ原作の1924年のスウェーデン映画『イエスタ・ベルリングの伝説』 の準主役で、女優としての活動を始めた。この作品でのガルボの演技が、アメリカの映画会社メトロ・ゴールドウィン・メイヤー (MGM) の副社長ルイス・B・メイヤーに認められ、1925年にガルボはハリウッドへ招かれた。翌1926年にハリウッドでの1作目となるサイレント映画『イバニエスの激流』で注目を集め、3作目の『肉体と悪魔』（1926年）で国際的な映画女優としての地位を築いた。
1930年の映画『アンナ・クリスティ』が、ガルボが出演した初のトーキー映画で、制作元のMGMはこの作品の宣伝に「ガルボが話す！ (Garbo talks!)」というキャッチフレーズを使用した。同じ年の1930年には『ロマンス』も公開されている。ガルボはこの両作品でアカデミー主演女優賞にノミネートされた。当時のアカデミー賞俳優部門の規定では、同一年度に複数の映画に出演していたとしてもノミネートされる賞は一つだけだった。大衆からのガルボの人気は高く、1932年にはガルボが映画会社との契約内容を主導したり、出演作品を自ら選ぶことが増えていった。ガルボの代表作として1936年の『椿姫』で演じた高級娼婦マルグリット・ゴーティエを挙げる専門家や評論家が多い。このマルグリット役でガルボは2度目のアカデミー主演女優賞にノミネートされている。その後、1939年のコメディ映画『ニノチカ』で3度目のアカデミー主演女優賞にノミネートされ、1941年の『奥様は顔が二つ』を最後に映画界から引退した。
引退した1941年にガルボはまだ35歳だった。その後もガルボのもとには多くの映画出演依頼が舞い込んできたが、ガルボが映画界に復帰することはなかった。引退後は公の場所に姿を見せることなく、隠棲生活のうちに死去した。

## 幼少期

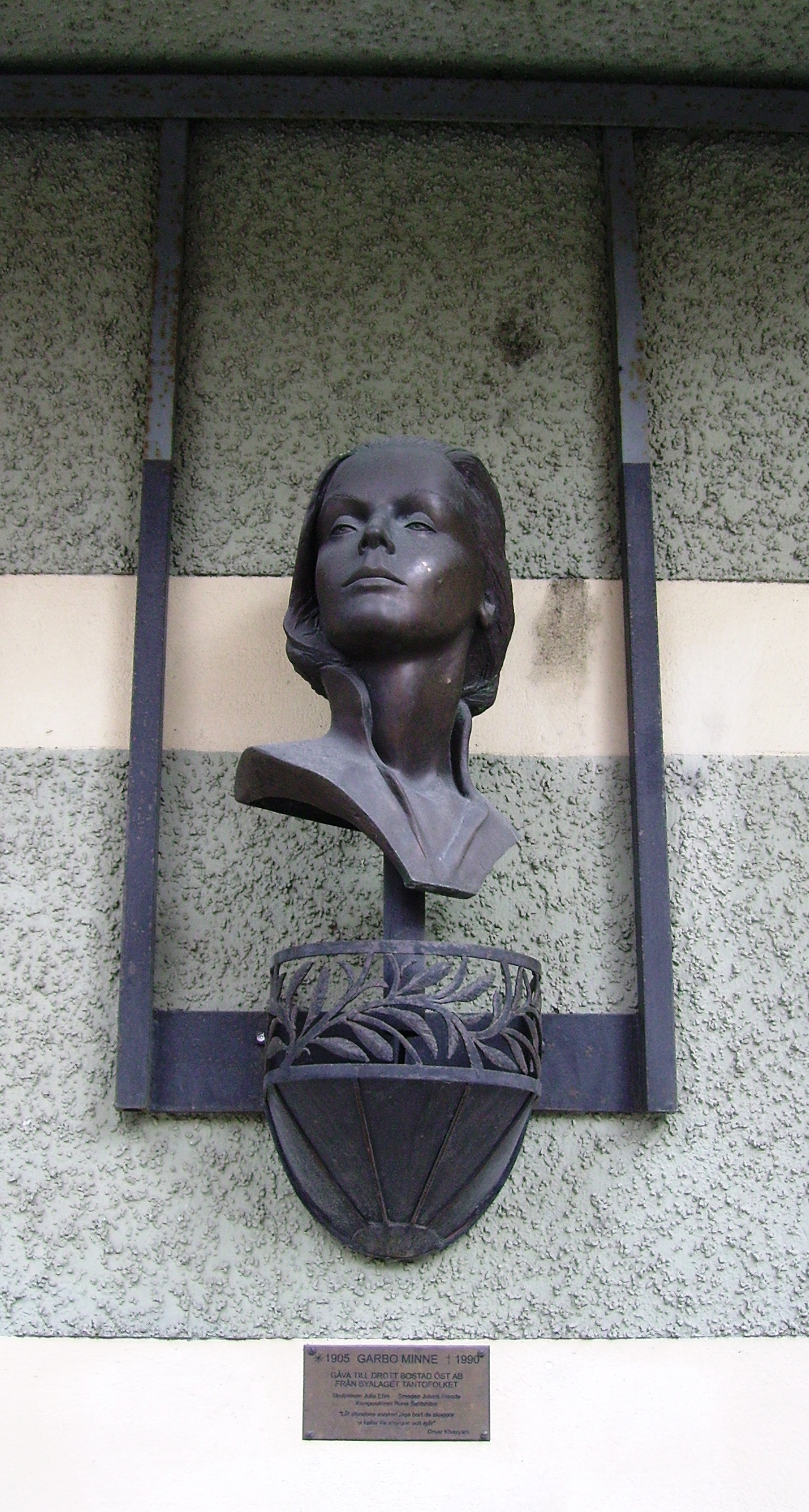
ガルボの生誕地であるセーデルマルムの通りに飾られているガルボの胸像。

ガルボはストックホルムのセーデルマルムに生まれ、グレタ・ロヴィーサ・グスタフソンと名づけられた。父親のカール・アルフレート・グスタフソン（1871年 - 1920年）は肉体労働者で、母親のアンナ・ロヴィーサ（1872年 - 1944年）は主婦だったが後にジャム工場で働くようになった。ガルボは三人兄妹の末子で、兄はスヴェン・アルフレート（1898年 - 1967年）、姉はアルヴァ・マリア（1903年 - 1926年）である。
カール・アルフレートは、アンネビー からストックホルムを訪れていたときにアンナと出会った。カール・アルフレートは独り立ちするために故郷からストックホルムへと移住し、道路清掃、食料雑貨店、工場、肉屋の店員など、さまざまな職で生計を立てていた。アンナはヘーグビーの出身で、カール・アルフレートと結婚したのはストックホルムに出てきて間もなくのことだった。二人の暮らしは貧しく、下町の給湯設備のない3室のアパートに住んでいた。当時ストックホルムで一番貧しい人々が住んでいたこのスラム街で、ガルボら三兄妹は育てられた。
幼いガルボは内気で夢見がちで、学校が嫌いな一人遊びを好む少女だった。しかしながら、ガルボは豊かな想像力と天性の指導力を持った少女でもあり、幼少のころから演劇に興味を持つようになっていった。ごっこ遊びに友達を巻き込み、女優になるという夢を膨らませていった。のちにガルボは友達とともにアマチュア劇団へ参加することを望み、劇場へ何度も足を運ぶようになった。ガルボは13歳で初等学校を卒業したが、当時のスウェーデンの労働者階級の子供と同様に上の学校へは進学していない。のちにガルボは初等教育しか受けていないことが劣等感となっていたと振り返っている。
1919年の冬にスペイン風邪がストックホルムで流行した。父カール・アルフレートもスペイン風邪に罹患し、職を失ってしまう。ガルボは自宅で父親を看病し、病院での治療に毎週のように付き添っていたが、ガルボが14歳の1920年にカール・アルフレートは死去した。

## 女優として

### キャリア初期（1920年 - 1924年）

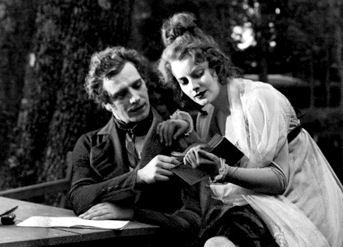
ガルボが最初に主役を演じた『イエスタ・ベルリングの伝説』（1924年）のワンシーン。左は主演男優のラルス・ハンソン。

学校を卒業したガルボは理髪店で髭剃り係として働いていたが、友人の薦めでストックホルムにあるPUBデパートの使い走りの職に応募し、婦人帽子売り場に配属された。やがてガルボはデパートのカタログに掲載する帽子のモデルを務めるようになり、このことがより収入の高いファッションモデルへの道を開くことになっていく。1920年の終わりごろから、デパートの宣伝担当が、ガルボを女性服のモデルとして宣伝広告用の短編フィルムに出演させるようになった。ガルボが初めて出演した宣伝短編フィルムが公開されたのは1920年12月12日で、翌年も別の宣伝担当がガルボをモデルとした宣伝短編フィルムを撮影している。この宣伝短編フィルムがガルボの女優としての最初のキャリアとなった。そしてガルボは映画監督エーリック・ペチュレルに認められ、1922年にペチュレルの短編コメディ『放浪者ペッテル』に出演した。

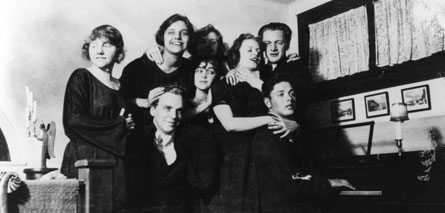
1922年ごろに王立ドラマ劇場付属演劇学校で撮影された写真。右から三人目がガルボで、右から二人目が後にスウェーデンを代表する映画監督の一人となるアルフ・シェーベルイ。

1922年から1924年まで、ガルボはストックホルムの王立ドラマ劇場付属演劇学校
で学んだ。1924年に有名なスウェーデンの映画監督マウリッツ・スティッレルに見出され、ノーベル文学賞作家セルマ・ラーゲルレーヴの小説を原作とした『イエスタ・ベルリングの伝説』のヒロインに抜擢された。主演男優は有名なスウェーデン俳優ラルス・ハンソンで、ガルボはハンソンの相手役だった。監督のスティッレルはガルボのよき相談相手となり、演技指導だけでなく女優としてのキャリア初期に必要なあらゆる事柄をガルボに教え込んだ。翌1925年にはゲオルク・ヴィルヘルム・パープスト監督のドイツ映画『喜びなき街』でアスタ・ニールセンらと共演している。
ガルボがアメリカの映画会社メトロ・ゴールドウィン・メイヤー (MGM) の副社長、総支配人だったルイス・B・メイヤーと契約を交わした経緯については複数の説がある。当時MGMに籍を置き、高く評価されていたスウェーデン人映画監督ヴィクトル・シェストレムはスティッレルの親友だった。シェストレムはメイヤーに、スティッレルと会うためにベルリンを訪れることを強く勧めていた。この後の展開には二つの説がある。一つ目の説は、メイヤーがつねに新しい才能を求めており、すでにスティッレルに目をつけていたというものである。メイヤーはスティッレルにハリウッドへの招聘を申し入れたが、スティッレルはガルボが今後のスティッレルの作品に必要不可欠だとして、ガルボも一緒に契約することを要求した。この要求にメイヤーは二の足を踏んだが、『イエスタ・ベルリングの伝説』を観てからガルボの扱いを決めることに同意した。そしてメイヤーはガルボの魅力に衝撃を受け、スティッレルよりもガルボに興味を抱くようになっていった。メイヤーの娘が「あの眼差しだ」「私が彼女をスターにしてみせる」というメイヤーの呟きを回想している。二つ目の説は、メイヤーはベルリンへ向かう前にすでに『イエスタ・ベルリングの伝説』を観ており、スティッレルよりもガルボにより多くの興味を持っていたというものである。メイヤーは『イエスタ・ベルリングの伝説』を観ている最中に娘に向かって「（この映画の）監督はすばらしい。だが本当にみるべきなのはこの娘だ。……この娘、この娘だよ」と語った。『イエスタ・ベルリングの伝説』を観終わったメイヤーについて娘が「彼（スティッレル）はどうでもいい。彼女（ガルボ）を連れてくる。それだけが目的だ」と断言したとしている。どちらの説が正しいにせよ、メイヤーは数カ月後にスティッレルとガルボの両名と契約を結んだ。この二人がアメリカへと出発したのは1925年6月30日のことだった。

### サイレント映画での全盛期（1925年 - 1929年）

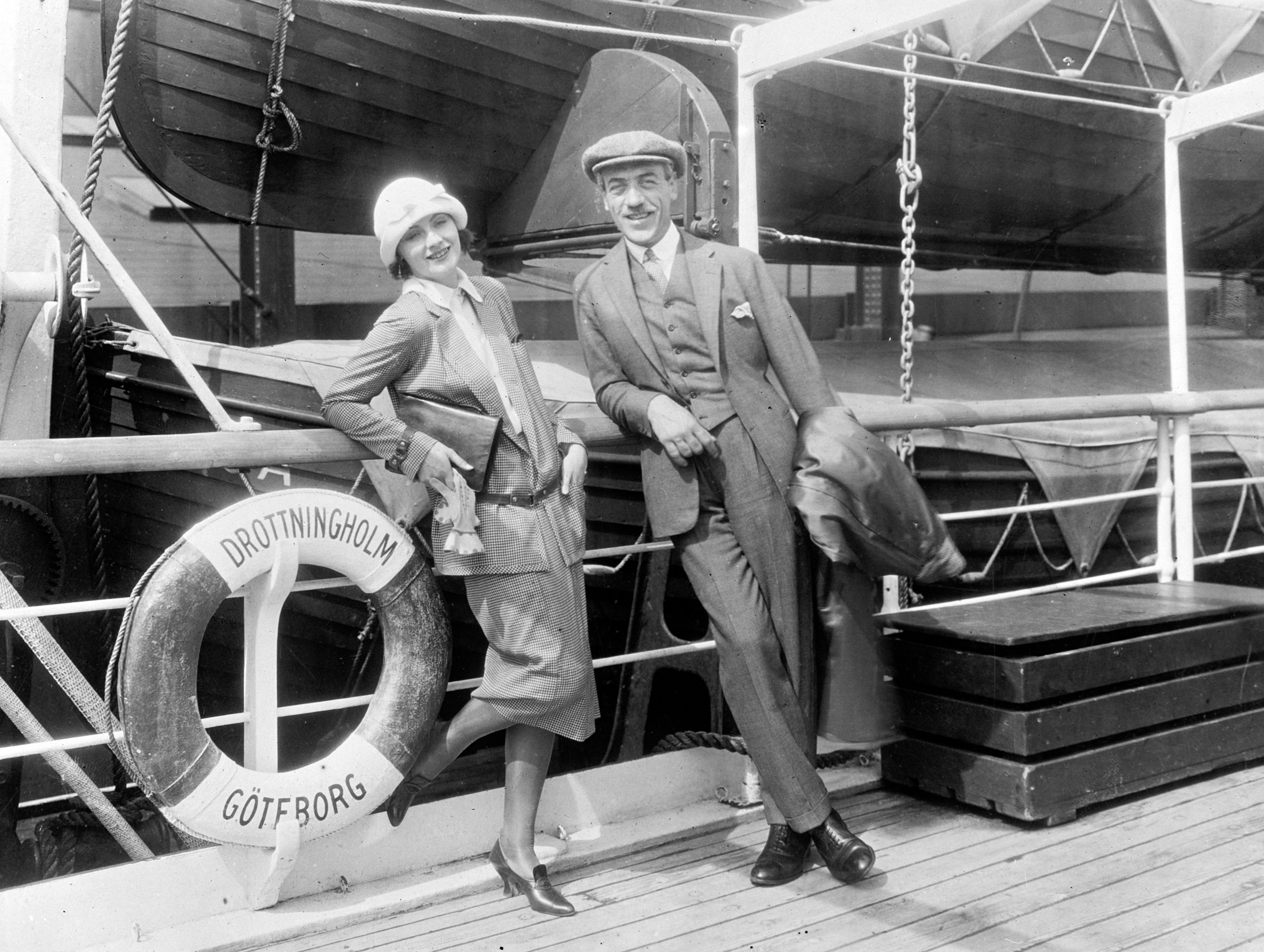
アメリカへと向かう船旅の途中のガルボとスティッレル。1925年撮影。

ニューヨークに到着したスティッレルと当時20歳のガルボはどちらも英語が話せず、さらに三ヶ月にわたってMGMから何の連絡もなかった。業を煮やした二人は独力でロサンゼルスへと向かったが、その後三週間が過ぎてもMGMからの連絡はほとんどなかった。実はこの時期に制作会社が、ガルボの歯列矯正と減量の手配を進めていたのだった。ガルボはアメリカでの第一作目にスティッレルの作品を望んでいたが、ガルボに出演の話が来たのはビセンテ・ブラスコ・イバニェスの小説を原作とした、モンタ・ベル監督の『イバニエスの激流』（1926年）のレオノーラ役だった。主役のリカルド・コルテス の相手役である妖婦レオノーラ役には、ガルボよりも10歳年上の女優アイリーン・プリングルが決まりかけていたが、ガルボがプリングルを押しのける形でレオノーラ役に抜擢されたのである。『イバニエスの激流』はヒットし、作品そのものに対する業界誌からの評判は高くなかったが、ガルボの演技については概ね好評だった。

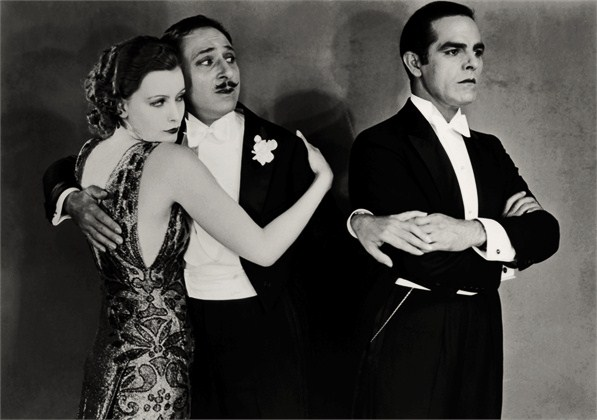
『明眸罪あり』（1926年）。左からガルボ、アーマンド・カリス、アントニオ・モレノ。

『イバニエスの激流』の成功によって、MGMの大物映画プロデューサーで、製作部門総責任者アーヴィング・タルバーグが、同じくビセンテ・ブラスコ・イバニェスの小説を原作とした『明眸罪あり』（1926年）の主役で『イバニエスの激流』のレオノーラと同じような妖婦のエレナ役にガルボを起用した。ハリウッドでわずか一作に出演しただけのガルボが、相手役アントニオ・モレノよりも上にクレジットされた。ガルボの師といえるスティッレルは、主役のガルボに自分の味方をするように説得し、なんとか『明眸罪あり』の監督の座を得た。しかしながら、『イバニエスの激流』で演じた妖婦の役が気に入っておらず、同じような役を再び演じたくなかったガルボと、監督となったスティッレルの両名にとって、この『明眸罪あり』は満足できる作品とはならなかった。英語がほとんど話せなかったスティッレルは、ハリウッドでの製作手法に合わせることができず、主演のモレノとの関係がどんどん悪化していった。この有様に激怒したタルバーグがスティッレルを更迭し、代役としてフレッド・ニブロを監督に指名する結果となった。ニブロのもとで再撮影することとなった『明眸罪あり』の製作費用は嵩んでいき、1926年から1927年に公開された映画作品としてはトップクラスの興行成績をあげたにもかかわらず、この時期にガルボが出演した映画の中で唯一『明眸罪あり』だけが赤字作品となっている。ただし『明眸罪あり』でのガルボの演技は高く評価され、MGMは新たなスター女優を手にすることとなった。

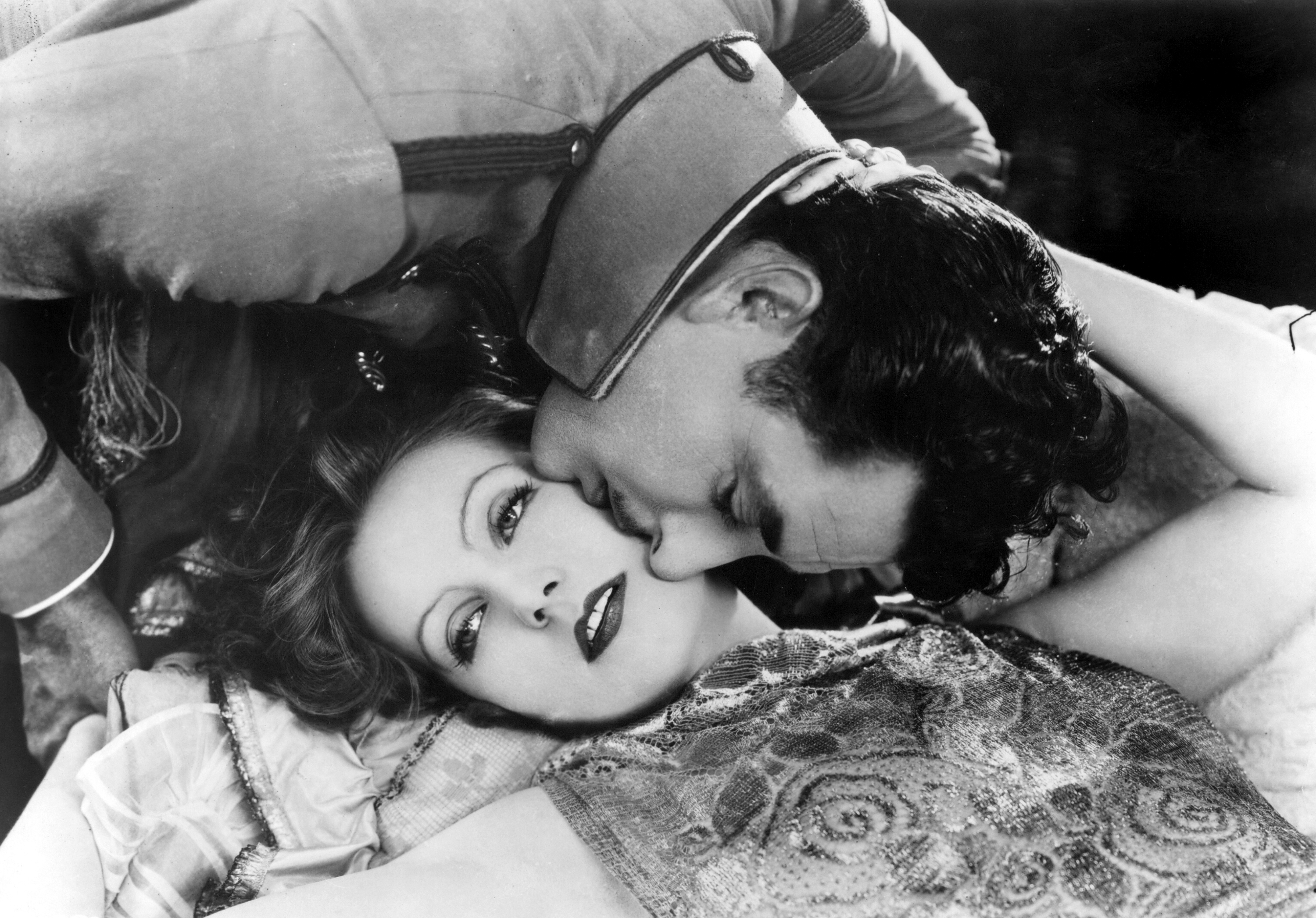
『肉体と悪魔』（1926年）の宣材写真。ガルボとジョン・ギルバート。

ガルボの人気は急速に高くなり、その後ガルボが主演した8本のサイレント映画はすべてヒットした。ガルボは当時最高の人気を誇っていた男優の一人であるジョン・ギルバートと3本の映画で共演している。最初に共演した作品は『肉体と悪魔』（1926年）で、サイレント映画の研究者ケヴィン・ブラウンローは「彼女（ガルボ）はそれまでのハリウッド映画で見たこともないような官能性に溢れた演技をみせた」と評している。『肉体の悪魔』での演技におけるガルボとギルバートの親密さはそのまま私生活でも続き、撮影が終了するころには二人は同棲生活を始めていた。
『肉体の悪魔』は、ガルボの私生活のみならず女優としてのキャリアにも大きな転機となった。映画史家のマーク・ヴィエイラは「大衆は彼女（ガルボ）の美しさに魅惑され、ギルバートとのラブシーンに興奮させられた。そして彼女は大評判となっていった」としている。ガルボとギルバートが共演した三作目の映画『恋多き女』（1928年）もこのシーズンの興行成績で大成功を収め、ガルボはMGMのトップスターとしての座を不動のものとした。1929年に映画批評家ピエール・ド・ロハンは『ニューヨーク・テレグラフ』で「彼女（ガルボ）には男女ともに魅了する美貌と魅惑がある。ガルボに匹敵する俳優は存在しない」と評している。

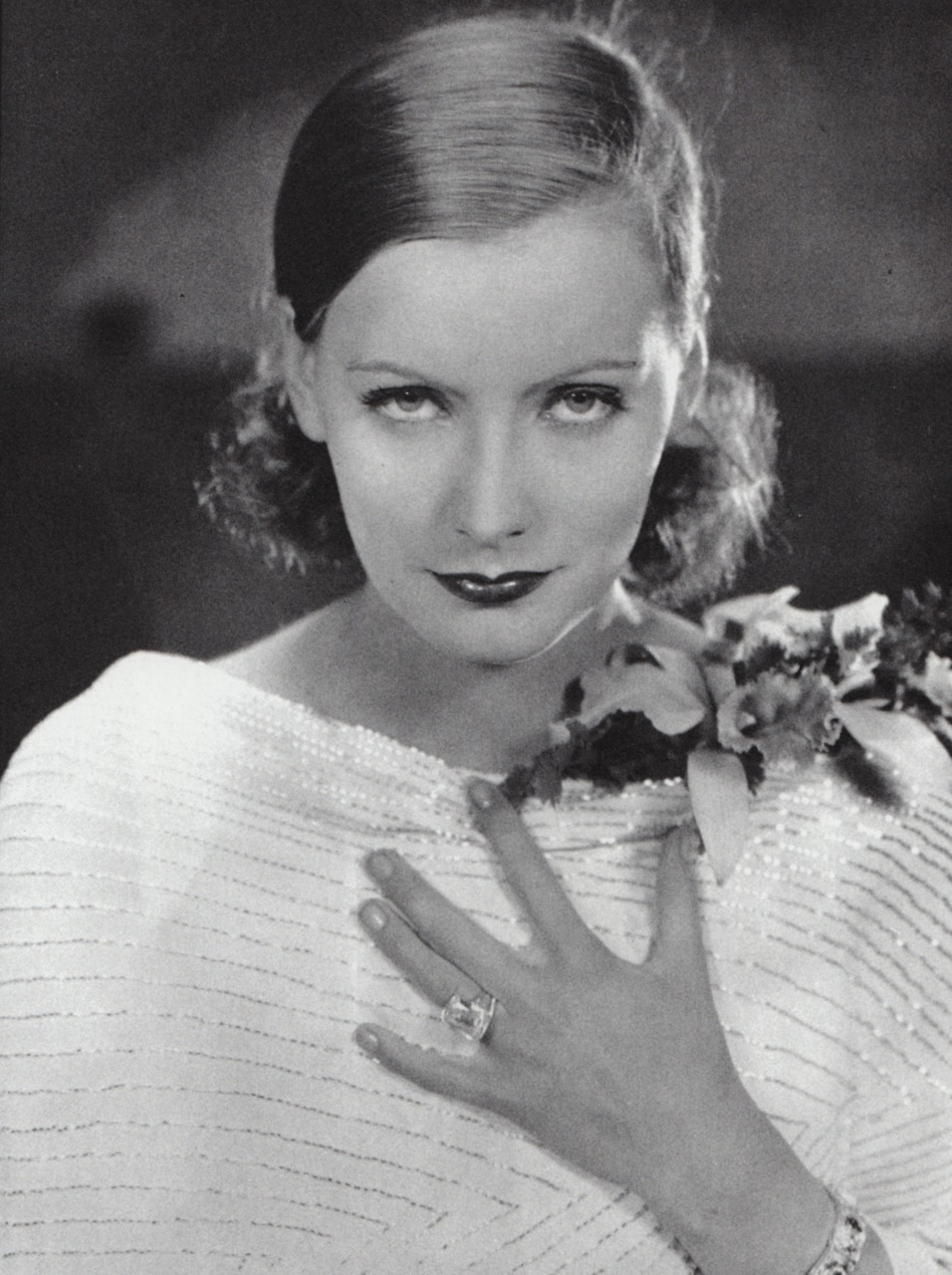
『野生の蘭』（1929年）の宣材写真。

その演技と存在感によって、ガルボは短期間のうちにハリウッドでも有数の偉大な女優の一人という評価を得た。映画史家、評論家のデイヴィッド・デンビーは、ガルボがサイレント映画界に繊細な感情表現をもたらしたとし、観衆に与えた訴求力は計り知れないと評価している。ガルボは「相手を見極めるように頭を低くして唇を振るわせる」「目や唇に軽く緊張を走らせて表情を暗くして見せる。また眉をひそめたり、口角を下げることによって感情を表現している。世界中が彼女の一挙手一投足に酔いしれたのだ」
この時期のガルボは自身の撮影現場に注文をつけることが多くなっていた。撮影現場での製作会社の幹部を含む見学者に近づくことを禁じ、エキストラやスタッフに対しても、自身の周りに黒い衝立を巡らせて視界に入らないようにすることを求めた。このような異例な要求をする理由を尋ねられたガルボは「他の人と一緒ではできない表情を作るためです」と答えている。
ガルボは台詞を必要としないサイレント映画のスターだったが、製作会社はガルボのスウェーデン訛りが人気の妨げとなることを危惧し、当時製作が始められていたトーキー映画へのガルボの出演を可能な限り遅らせようとした。MGMはサイレント映画からトーキー映画への移行に消極的だったが、ガルボが出演した最後のサイレント映画『接吻』（1929年）が、MGM最後のサイレント映画にもなった。ガルボは1930年代においてもハリウッドで最高の興行収入をあげる女優の一人であり、古きサイレント映画の象徴でもあり続けた。

### 全盛期（1930年 - 1939年）

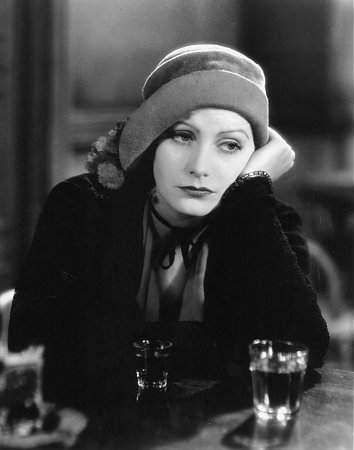
『アンナ・クリスティ』（1930年）。ガルボが出演した初のトーキー映画。

「ガルボが話す！ (Garbo talks!)」という宣伝文句とともに公開された『アンナ・クリスティ』（1930年）は、アメリカの劇作家ユージン・オニールの戯曲を原作とした作品で、ガルボにとって初のトーキー映画だった。この映画でガルボが初めて口にした非常に有名な台詞が「ウイスキーをちょうだい、ジンジャエールとね」「ケチらないでね」 (Gimme a whiskey, ginger ale on the side, and don't be stingy, baby)」である。『アンナ・クリスティ』はこの年に公開された映画作品の中でトップの興行成績となり、ガルボは同じ年に公開された『ロマンス』（1930年）とともに、初めてアカデミー主演女優賞にノミネートされた。またドイツ語版の『アンナ・クリスティ』も1930年に公開されている。ガルボは『アンナ・クリスティ』でサイレント映画からトーキー映画への転向に成功し、続く『ロマンス』、『インスピレーション』（1931年）、『スザン・レノックス』（1931年）でも高い興行成績を収めた。さらにラモン・ノヴァロと共演した『マタ・ハリ』（1931年）では第一次世界大戦の有名な女スパイを演じ、MGMのオールスター・キャストで製作された『グランド・ホテル』（1932年）ではロシア人バレリーナのグルジンスカヤを演じている。

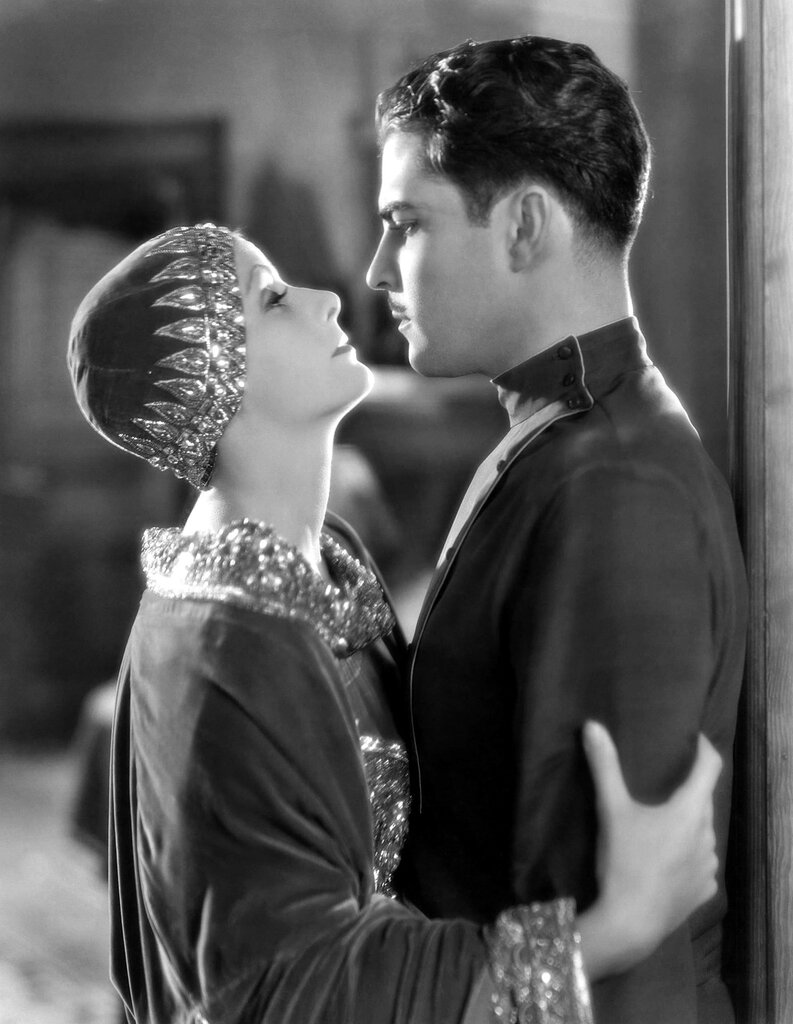
『マタ・ハリ』（1931年）。ガルボとラモン・ノヴァロ。

『マタ・ハリ』も『グランド・ホテル』も大ヒットし、『グランド・ホテル』はアカデミー作品賞を受賞した。この当時のガルボには世界中に熱狂的なファンがおり、最盛期には「ガルボマニア」として社会現象になるほどだった。『マタ・ハリ』は「パニックの原因」となり、ニューヨークでの公開時には「警官が群衆整理に駆り出された」ほどだった。映画出演一本あたりのガルボの出演料は25万ドルから30万ドル（2013年の貨幣価値で400万ドルから500万ドル相当）で、「映画史上最高の金を生み出す機械 (the greatest money-making machine)」となっていった。
再契約時にひと悶着があったが、ガルボは1932年にMGMとの間に新しい契約を結んだ。この契約書には映画製作と共演者に対するガルボのさらなる権限を認める条文が盛り込まれていたが、ガルボが条文の権限を行使することはほとんどなかった。しかしながら、サイレント映画時代の共演者で公私共に深い関係にあったジョン・ギルバートには温情を見せた。当時のギルバートは俳優として行き詰っており、メイヤーも映画出演に難色を示したが、ガルボはのちに自身の代表作の一つに数えられることになる『クリスチナ女王』（1933年）の相手役アントニオにギルバートを指名した。アントニオ役には当初ローレンス・オリヴィエが内定していたが、ガルボがこの配役を覆したのである。アメリカでのガルボ自身の人気は1930年代前半でも衰えていなかったが、1933年の『クリスチナ女王』以降に出演した作品の興行収入は、外国での配給による収入に左右されるようになっていった。

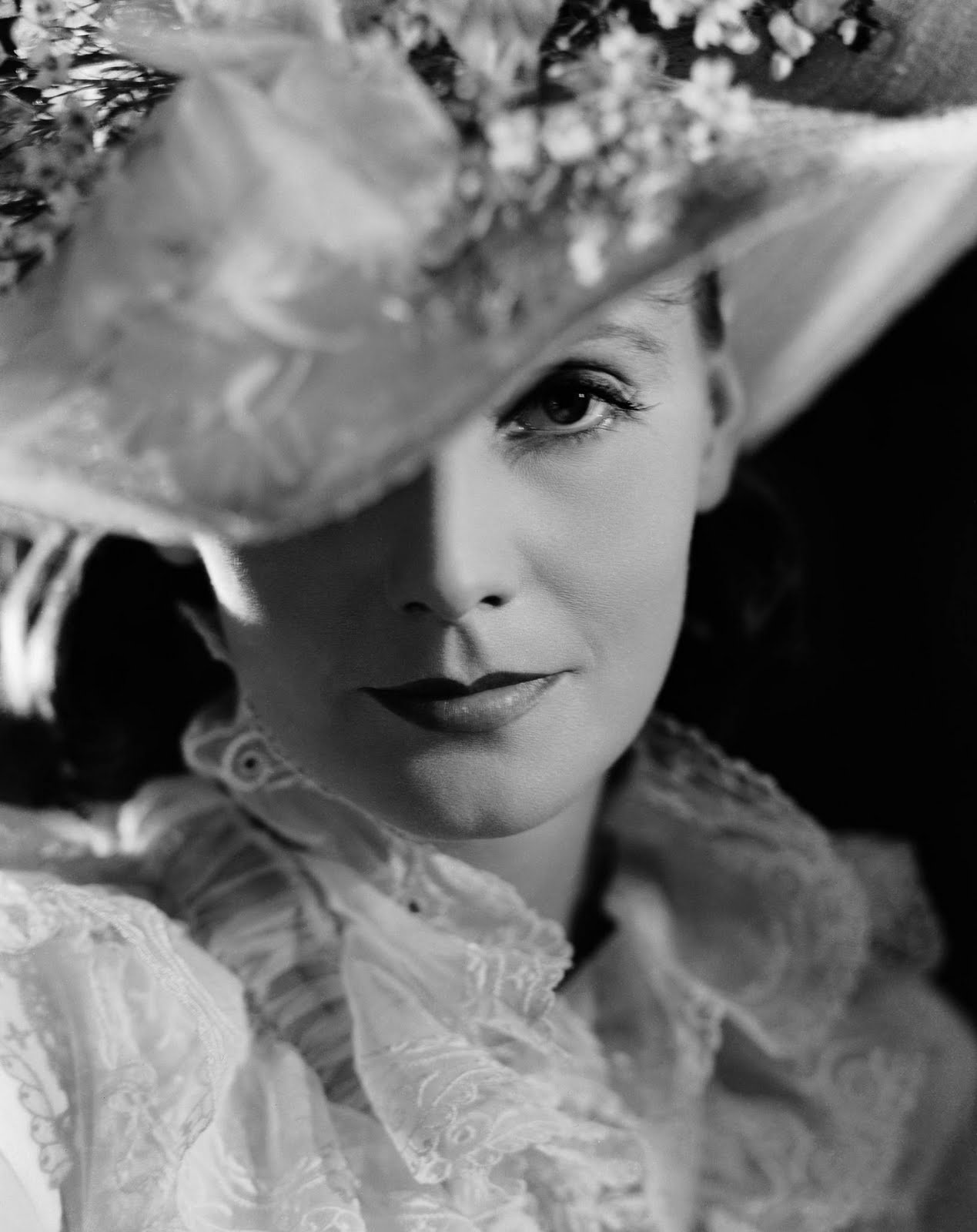
『アンナ・カレニナ』（1935年）の宣材写真。

1935年に大物映画プロデューサーのデヴィッド・O・セルズニックが、ガルボに『愛の勝利』への出演をオファーした。しかしガルボはレフ・トルストイの小説を原作とした『アンナ・カレニナ』（1935年）への出演を選んだ。このアンナ役はガルボを代表する役どころの一つとなり、ガルボはニューヨーク映画批評家協会賞 主演女優賞を受賞している。『アンナ・カレニナ』はアメリカ国外でも成功を収め、アメリカ国内でも、『マタ・ハリ』を凌ぐMGMの予想以上の興行成績となった。しかしながら、ガルボの途方もなく高額な出演料のために、収益面では大幅に下落する結果となった。続く『椿姫』（1936年）でガルボは破滅的な高級娼婦マルグリットを演じ、ロバート・テイラーと共演した。ジョージ・キューカー監督によるこの作品で、ガルボは二度目のアカデミー主演女優賞にノミネートされている。この『椿姫』をガルボの代表作に推す評論家も少なくない。
ガルボは1937年の歴史映画『征服』（1937年）で、ナポレオン1世の愛人マリア・ヴァレフスカ役を演じた。この作品は主演男優シャルル・ボワイエのアカデミー主演男優賞とアカデミー美術賞にそれぞれノミネートされたが、興行的には失敗し、MGM最大の赤字映画作品の一つとなっている。このために1938年5月にガルボは、ジョーン・クロフォード、ノーマ・シアラー、マレーネ・ディートリヒ、キャサリン・ヘプバーン、メイ・ウエストらとともに、出演料が高額で人気もある割には興行成績に貢献しないスター女優として、雑誌で揶揄されたことがある（Box Office Poison (magazine article)）。しかしながらメルヴィン・ダグラスと共演したコメディ映画『ニノチカ』（1939年）はヒットし、それまでの憂鬱で哀愁を帯びた女性というイメージを覆す明るい女性を演じあげたガルボは、三度目のアカデミー主演女優賞にノミネートされた。この『ニノチカ』の宣伝文句は、ガルボ初のトーキー映画『アンナ・クリスティ』の「ガルボが話す！」をもじった「ガルボが笑う！(Garbo laughs!)」だった。

### 最後の出演作と早すぎる引退（1941年 - 1948年）

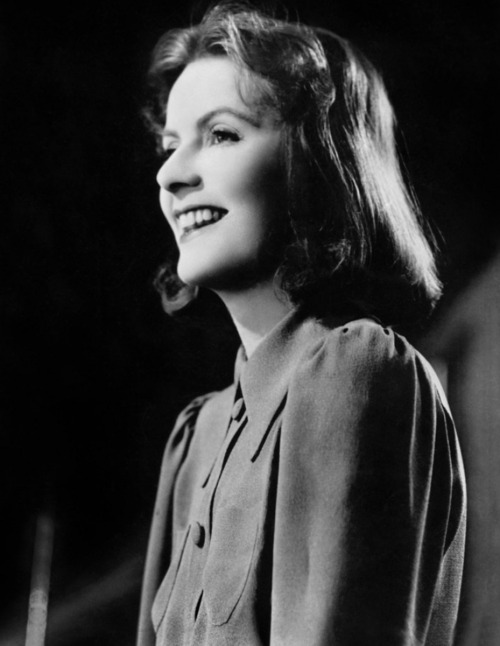
『ニノチカ』（1939年）の宣材写真。この作品の宣伝文句は「ガルボが笑う！」だった。

コメディ映画『ニノチカ』がヒットしたことで、MGMは同じくロマンティック・コメディのジョージ・キューカー監督作品『奥様は顔が二つ』（1941年）にガルボを起用した。ガルボはこの作品でルンバ、水泳、スキー姿を披露している。『奥様は顔が二つ』は批評家からは不評だったが、大衆からの受けはよく興行成績も悪くなかった。ただしガルボ自身は「我が墓標」と称したといわれている。そしてこの『奥様は顔が二つ』が結果的にガルボが出演した最後の作品となった。この映画が公開されたときのガルボは36歳で、16年間の女優活動で30本あまりの映画作品を残しての引退だった。
『奥様は顔が二つ』に対する評論家たちからの不評がガルボに屈辱感を与えてはいたが、ガルボはまだ映画界から引退する考えを持っていなかった。しかしながら、ガルボの出演作の興行成績がヨーロッパでの配給に左右されるようになり、さらに第二次世界大戦の勃発によって、MGMがヨーロッパへ映画作品を配給することが困難になっていった。1942年にガルボは『レニングラードから来た女』の出演契約書にサインしたが、間もなく映画製作の計画自体が取止めとなっている。ガルボは戦争が終われば女優を続けられると考えていたが、自身が本当に映画界に戻りたいのかどうかという疑問も抱いていた。ガルボの親しい友人で映画での共演経験もある女優、脚本家のザルカ・フィアテルは1945年に「ガルボは映画を撮影したくてうずうずしています。でもその一方で恐れも抱いているのです」と語っている。また、ガルボは自身の年齢についても気にかけており「時は確実に私たちの顔や身体に跡を残していきます。変わらずにいることはできません。何とか折り合いをつけていくしかないのです」と語っている。『奥様は顔が二つ』の監督で、映画が失敗したことの原因とされることもよくあったジョージ・キューカーは「『奥様は顔が二つ』の失敗のせいでガルボの女優生命は終わったとしたり顔で話す人がいる。だけどこれはあまりにも短絡した考えだ。確かに彼女はこの映画でしくじったのかも知れない。でも（ガルボが引退したのは）彼女自身が映画に見切りをつけて、二度と続けようとしなかったからだと私は思う」と語っている。
1948年にもガルボは、1933年に主演した『クリスチナ女王』のプロデューサーであるウォルター・ウェンジャーが企画した、フランスの文豪バルザック原作の映画『ランジェ公爵夫人』の出演契約書にサインしている。この作品の監督にはマックス・オフュルスが予定されていた。ガルボは数回のスクリーンテストを受け、脚本に目を通して映画のロケ地であるローマへ1949年の夏に到着している。しかしながら製作資金の調達が頓挫し、映画製作が放棄されてしまった。このときの『ランジェ公爵夫人』のスクリーンテストが、ガルボにとってカメラの前に立った最後の経験となった。このスクリーンテストの映像は失われたと考えられていたが、1990年に映画史家レナード・マルティンと ジェニーン・ベイシンガーが41年ぶりに発見した。この映像の一部が2005年に公開されたターナー・クラシック・ムービーズのドキュメント作品『ガルボ』で使用されている。
ガルボは1949年に『サンセット大通り』で、サイレント映画時代の架空のスター女優ノーマ・デズモンド役の出演依頼を受けた。しかしながら、プロデューサーのチャールズ・ブラケットとの打ち合わせの後でガルボは、この話には何の興味もないとして出演を拒否した。
これらのほかにも、1940年代にガルボのもとには多くの映画出演依頼の話があったが、ガルボはほとんど全ての依頼を断っている。ごく僅かな例外もあったが、きわめて些細な理由からガルボの映画出演が立ち消えとなった。ガルボは自身が映画界から引退した理由を、友人たちには生涯話すことはなかったが、死去する4年前にスウェーデン人の伝記作家スヴェン・ブロマンに理由を語っている。「私はハリウッドに疲れ果てていたのです。仕事が好きになれませんでした。撮影現場に行くことを苦痛に感じる日々が多すぎました。……本当の私は全く別の人生を送りたかったのです」

### 人嫌い
ガルボはキャリア初期から社交的な催しへの参加を避けており、自分ひとりあるいは少数の友人と過ごすことを好んでいた。ファンにサインをしたことがなく、ファンレターに返事を書くこともなかった。マスコミからのインタビュー申し込みのほとんどを断り、作品宣伝に協力する契約を製作会社と結ぶことも拒否した。自身が主演女優賞にノミネートされたときも含めてアカデミー賞の会場には一度も姿を見せていない。ガルボの人前やマスコミの前に姿を見せることを嫌う姿勢は明らかに本心からのもので、初めのうちは撮影現場の雰囲気を悪くすることすらあった。しかしながらMGMは人前に出ることを厭うガルボの態度を、無口で孤高の神秘的な女優というイメージ作りに活用し始めた。ガルボの態度は、2005年にアメリカン・フィルム・インスティチュートが発表した「アメリカ映画の名セリフベスト100 」で30位となった「私は一人でいたい。ただ一人でいたいだけ」という『グランド・ホテル』のガルボの台詞そのものだった。この「一人で」という言葉は、サイレント映画時代からガルボについてまわるちょっとした冗談にもなっていた。1927年の『アンナ・カレニナ』のタイトルカードには「私は一人が好き」とあり、1929年の『船出の朝』では「一人で歩きたいの、一人になりたいから」という台詞があり、さらに南太平洋へ向けて恋人と旅立つガルボが乗る船は「一人ぼっち」という名前となっている。1931年の『スザン・レノックス』には求婚者に対する台詞「元気を出したり……落ち込んだり……一人でね」、1931年の『インスピレーション』では気まぐれな恋人への台詞「ちょっとの間一人になりたいの」、1931年の『マタ・ハリ』では新たな恋人に「将来のことなんて考えない。来年の春には多分……一人ぼっちになってるから」という台詞がある。1930年代初めごろまでには、「一人で」という言葉がガルボの公私にわたる代名詞となっていった。1939年の『ニノチカ』ではこの言葉が逆手に取られている。ソヴィエトのスパイがガルボ演じるニノチカに「一人になりたいのか、同志よ」と尋ねたときに、ニノチカは不機嫌に「いいえ」と返している。だが、少なくとも私生活でのガルボは「一度も“一人になりたい ('I want to be alone)” と言ったことはありません。“一人にして欲しい (I want to be let alone)” と言っただけです。この二つの言葉はまったく意味が違います」と語っている。

## 引退後

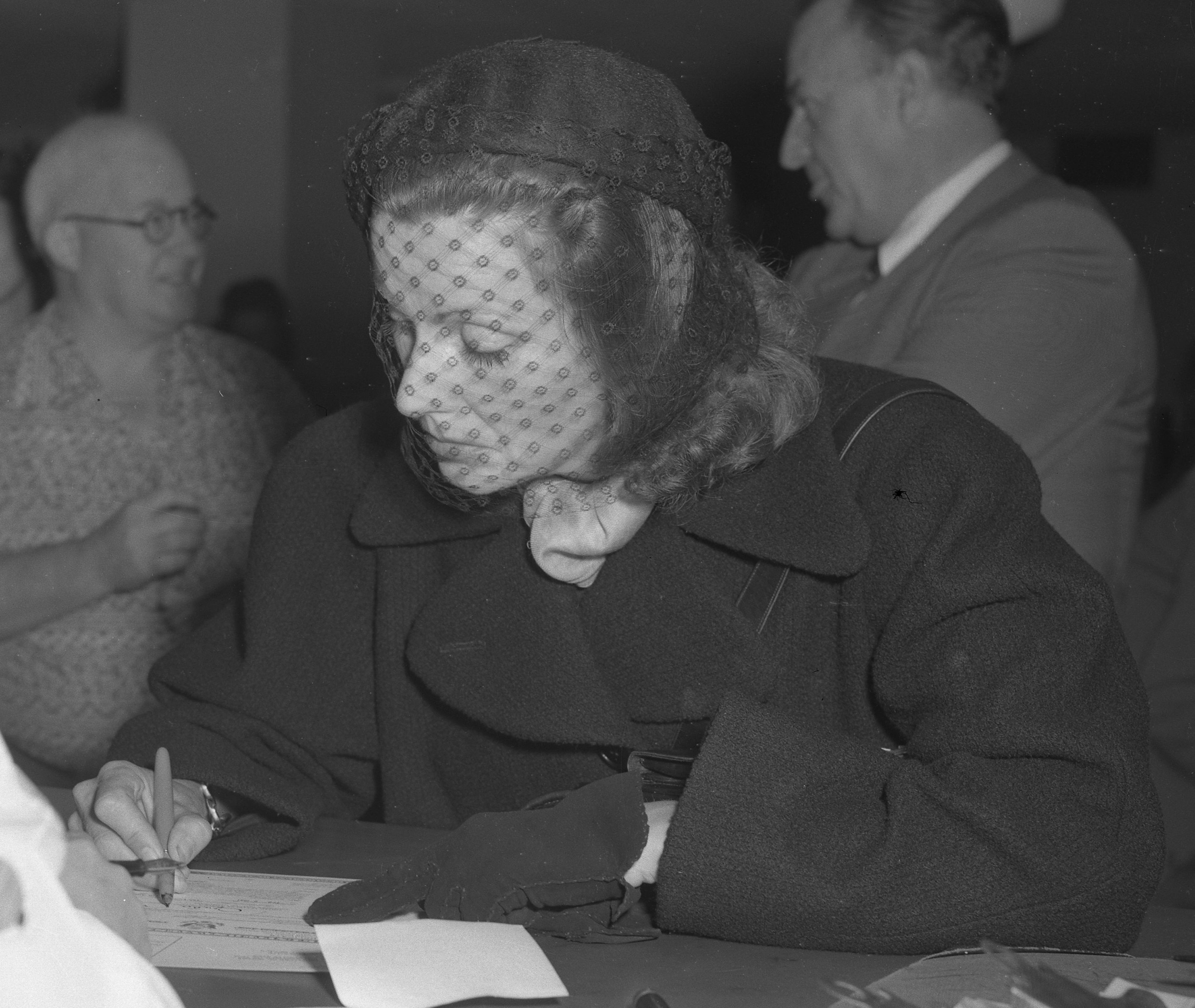
アメリカの市民権証書にサインするガルボ。1950年撮影。

映画界から引退したガルボの暮らしは概ね平穏で気楽なものだった。公の場に姿を見せることもなく、もともと毛嫌いしていた人目を引く言動を努めて避けていた。ハリウッド時代でも、本質的に一人になる時間を必要していたガルボは引きこもりがちだった。しかしながらMGMによって最初から創り出された伝説とは違って、ガルボには多くの友人、知人との付き合いもあり、引退後にはともに旅行をするようになった親友もいた。
とはいえ、ガルボは手持ち無沙汰になって、どのように時間をつぶせばいいのか分からないことも多く「漂っているようなもの (drifting)」という言葉をガルボはよく口にしていた。自身の奇行癖に悩み、生涯を通じて憂鬱、消沈、不機嫌といった感情に襲われていた。ガルボは60歳の誕生日間近に散歩仲間に向かって「数日のうちに消えることのないひどく悲しい記念日がやってくるわ。私の人生から決して消えることのない悲しみが」と口にしている。66歳になる1971年には別の友人に「ひどい憂鬱に悩まされているみたい」と話している。ある伝記作家が指摘しているように、ガルボが双極性障害だった可能性もある。「すばらしい幸福感に満たされたかと思ったら、次の瞬間にはその幸福感がどこかへ消え去ってしまうのです」とガルボはハリウッド時代の1933年に語ったことがある。
1940年代からガルボは美術品の収集を始めた。ガルボが購入した絵画の多くは無価値な作品だったが、コレクションのなかにはルノワール、ルオー、カンディンスキー、ボナール、ヤウレンスキーら有名画家が描いた作品もあった。ガルボが1990年に死去したときに残された美術品の総資産額は、数百万ドルといわれている。
1951年2月9日に市民権を得てアメリカに帰化したガルボは、1953年にニューヨークのマンハッタン東52番街450に7部屋のアパートメントを購入し、生涯をこのアパートメントで過ごした。
1963年にガルボはホワイトハウスでの晩餐会に招かれた。当時のアメリカ大統領ジョン・F・ケネディと妻ジャクリーンは、ガルボがユーモアのあるとても魅力的な女性だったと語っている。また、ガルボはワシントンD.C.にある慈善家フローレンス・マホニーの自宅で一晩を過ごしたこともある。ガルボの姪にあたるグレイ・ライスフィールドは、ガルボがジョン・F・ケネディ大統領図書館・博物館 で博物館員ジェームズ・ワグナーと過ごした夜について「ガルボはしょっちゅう、あの夜のことを素晴らしかったと言っていた」と語っており、このライスフィールドの発言は2,000件ほどの報道記事に引用された。
イタリアの映画監督ルキノ・ヴィスコンティが1969年にガルボを、マルセル・プルーストの小説『失われた時を求めて』を下敷きにした映画『ナポリ王妃マリーア・ソフィア』に出演させようとしたといわれている。ヴィスコンティは「（ガルボの）毅然とした孤高に満ちた雰囲気は、プルーストが描く退廃的で深遠な世界観にぴったりだ」といったとされている。しかしながら、ガルボがこの話に興味を示したかどうかは伝わっていない。
1971年にガルボは、親友の男爵夫人セシリア・ド・ロスチャイルドが所有する南フランスの避暑宅でひと夏を過ごした。このときにド・ロスチャイルドは、自身の友人である著名な美術品収集家でキュレーターのサミュエル・アダムス・グリーン を引き合わせ、ガルボとグリーンはすぐに親しい間柄となった。ガルボの親しい友人となり、散歩仲間にもなったグリーンは電話での通話内容をすべて録音しておくという習慣を持っており、ガルボと電話で交わした多くの会話を残していた。電話の録音自体はガルボも認めていたが、グリーンが他人にガルボとの会話テープを聴かせたという告げ口をガルボが耳にしたことによって、二人の友情関係は終わりを告げた。グリーンは2011年に死去したが、遺書によってガルボとの会話テープをウェズリアン大学に遺贈した。このテープにはガルボの後半生における人柄、ユーモア、さらには様々な奇癖が収められている。
ガルボの最晩年は自宅に籠ることがますます増えていったが、料理人兼家政婦のクレア・コージャーとは良好な関係を保っていた。コージャーは31年間ガルボに尽くした女性で「私たちは姉妹のように仲がよかったのです」と語ったことがある。
ガルボは生涯を通じて、毎日独りあるいは友人と長時間の散歩を楽しんでいた。引退後には、普段着を着用し大きなサングラスをして歩くガルボの姿がニューヨークの街で見かけられるようになり「ガルボ・ウォッチング」が写真家、マスコミ、ファン、ニューヨーク市民のちょっとした娯楽になっていた。

## 交友関係

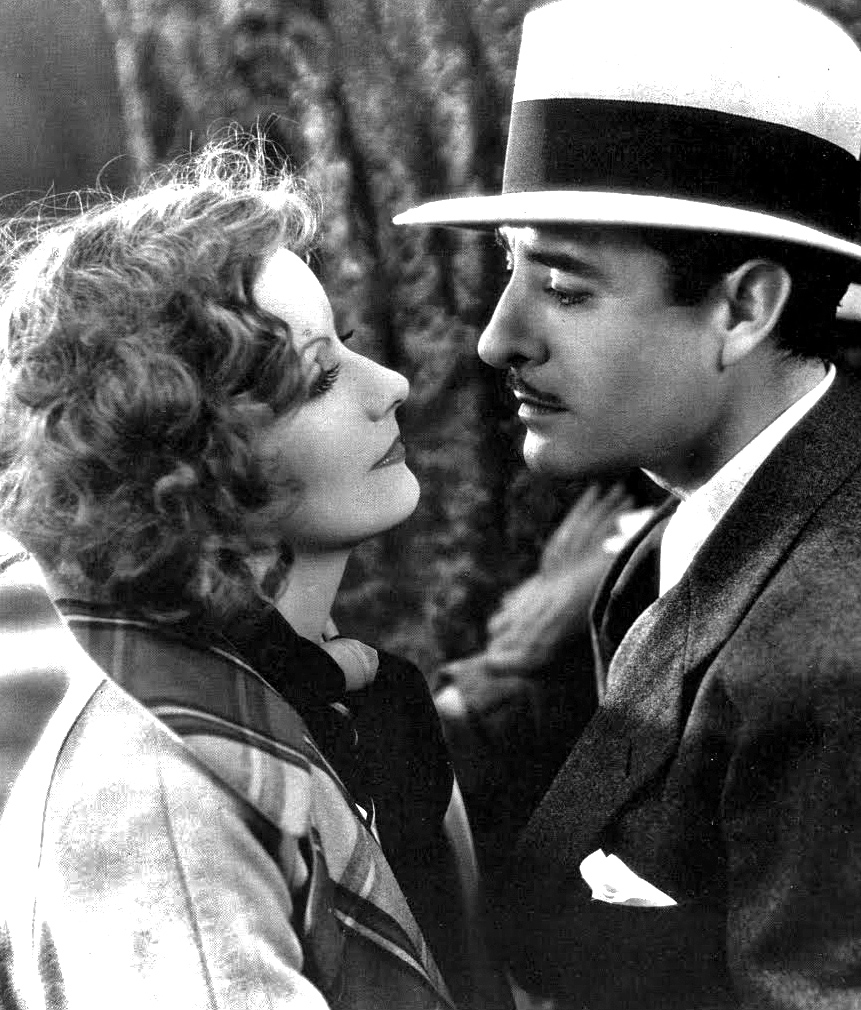
『恋多き女』（1928年）の宣材写真。ガルボとジョン・ギルバート。

ガルボは生涯結婚せずに一人暮らしを続けた。ガルボの恋愛関係でもっとも有名なのは、複数の映画で共演したジョン・ギルバートとの関係で、『肉体と悪魔』の撮影中だった1926年から1927年にかけて断続的ではあったが同棲したこともあった。『肉体と悪魔』は大ヒットし、MGMはガルボとギルバートとの私生活での関係を宣伝に用いて『アンナ・カレニナ』（1927年）と『恋多き女』（1928年）で二人を共演させた。また、ギルバートは何度もガルボに結婚を申し込んだといわれている。一説には1926年に女優エリノア・ボードマン、映画監督キング・ヴィダーとの合同結婚式が予定されていたが、ガルボが結婚式場に姿を見せなかったとされている。しかしながらガルボの死後に出版された伝記を書いた作家たちからは、この説は否定的に捉えられている。一方で、この同時期にあたる1923年頃から1928年にかけて、スウェーデンの出版業者ラース・サクセンとの間において親密な関係を持っていた。ラースに宛てた多くの手紙が残されている。1937年に指揮者レオポルド・ストコフスキーと知り合ったガルボは、翌年に二人でヨーロッパ各国を旅行しており、この両者の関係が大きな噂となったことがあった。ストコフスキーが残した日記からエーリヒ・マリア・レマルクは1941年に二人の間に肉体関係があったと考えており、ほかにもセシル・ビートンがストコフスキーの回想録を根拠に1947年から1948年にかけて肉体関係があったとしている。1940年にガルボはロシア生まれの億万長者で、ロシアのファッションデザイナー、バレンティナと結婚していたゲオルグ・シュリーと出会った。シュリーは1964年に死去するまでガルボの親しい友人、助言者であり続けた。
ガルボが両性愛者あるいは同性愛者だったと信じている伝記作家や人々もいる。1927年にガルボは女優リリアン・タッシュマン を紹介され、二人が性的な関係になったことを示唆する証拠が存在している。また、女優ルイーズ・ブルックスは、1928年に短期間ではあったがガルボと性的関係をもっていたと語っている。1931年にガルボは、自身の親友のサルカ・ヴィアテルから、同性愛者であることを公言していた作家メルセデス・デ・アコスタを紹介され親密になった。ガルボやアコスタの伝記作家は、二人の間に散発的で気まぐれな恋愛関係があったとしている。浮き沈みがあったにせよ、ガルボとアコスタの友情は30年近く続き、この間にガルボがアコスタに宛てた181におよぶ手紙、カード、電報がフィラデルフィアのローゼンバッハ・ミュージアム&ライブラリーに収蔵されている。ガルボの財産を管理していた親族とガルボが交わした書簡は87通しか公開されていない。ガルボの演劇学校時代の親友だったスウェーデン人の女優、ミミ・ポラックは長年にわたってガルボから届いた手紙を2005年に16通公表しており、その手紙のうち何通かはガルボがポラックに対して何年もの間、恋愛感情を抱いていたことを示唆している。たとえば、1930年にポラックが妊娠したことを知ったガルボは「私たちの性別はどうすることもできません。神様がそのようにおつくりになったのです。でも私はいつも貴女のことを考えており、一心同体だったと思っています」という手紙をポラックに送っている。1975年にガルボは、一生散歩仲間でいたいと考えていた友人に宛てて、手をつなぐことが出来ないことを嘆く詩を書いている。

## 死去

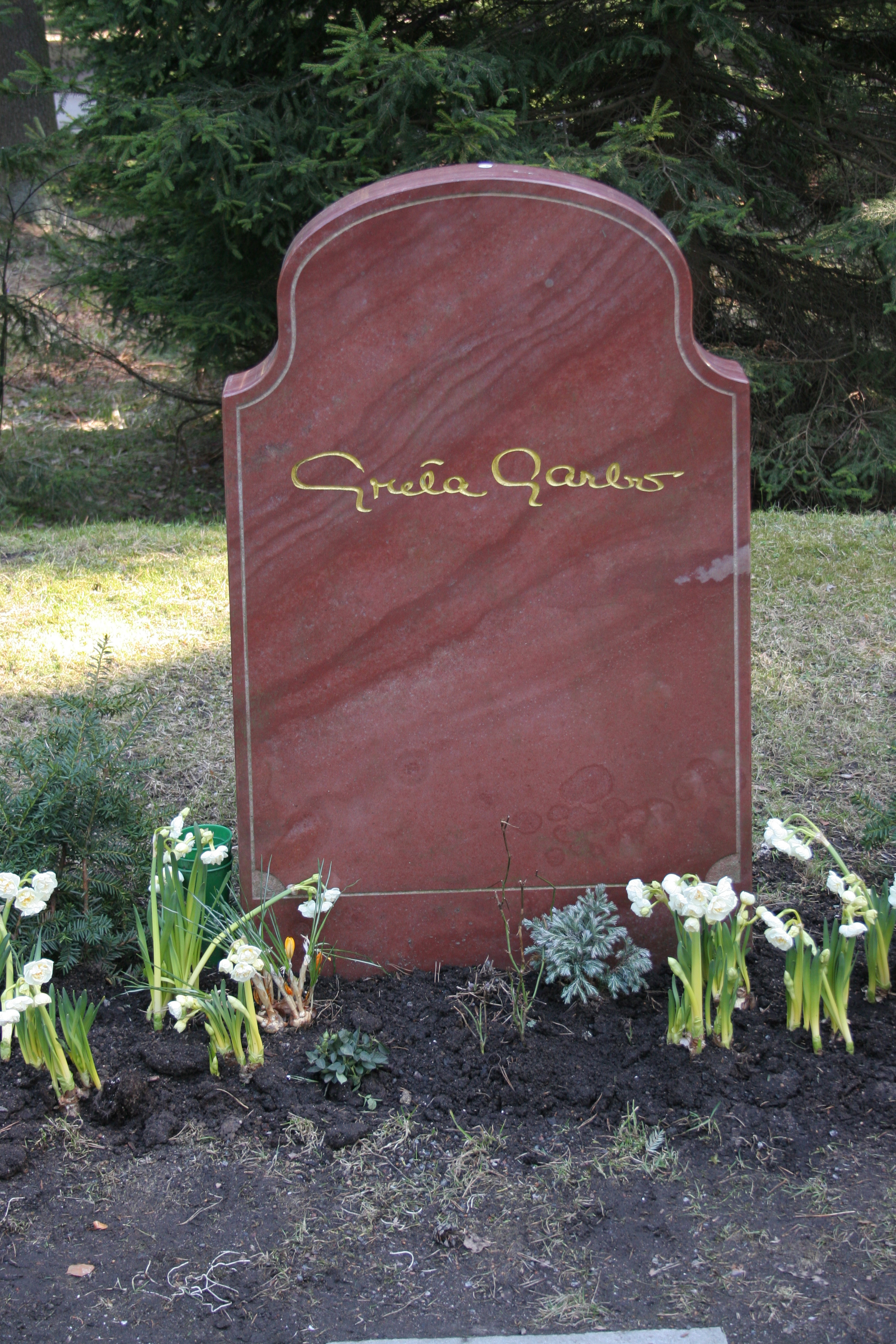
ストックホルム南部のスコーグスシュルコゴーデンにあるガルボの墓。

ガルボは乳癌に侵されたが、1984年に受けた治療は成功している。最晩年のガルボは、月曜、水曜、金曜に6時間の透析治療を ニューヨーク病院の腎臓専門医療機関、ロゴシン・インスティテュート で受けていたが、このことを知っていたのはごく僅かの親友だけだった。1990年初頭に、料理人兼家政婦のクレア・コージャーに介助され、杖をつきながら病院へと入っていくガルボの写真がマスコミに掲載されたこともあった。
1990年4月15日にガルボは84歳で肺炎と腎臓疾患によって病院で死去した。レイモンド・ダウムは、晩年のガルボが胃腸と口腔の慢性疾患にも悩まされていたとしている。ガルボはニューヨークで火葬され、1999年に遺灰が故郷ストックホルム南部のスコーグスシュルコゴーデンに埋葬された。
ガルボは自身の資産を株式や債券に投資しており、遺産の総額は2013年でいえば5千7百万ドル相当となる32,042,429ドルで、全額を姪であるグレイ・ライスフィールドが相続した。

## 評価
ガルボはサイレント映画後期と「ハリウッド黄金時代 (Golden Age of Hollywood)」を通じて世界的な大スターであり、現在でも映画界の伝説的人物の一人となっている。ハリウッドで映画デビュー後、すぐさまガルボは映画界のアイコンとなった。女優としてのキャリアのほぼ全時代を通じて、ガルボはMGMでもっとも出演料が高額な俳優、女優であり、長年にわたって「最高級のスター」だった。そして、その人気の絶頂期には熱狂的な崇拝の的でさえあった。
ガルボは当時のほかの俳優たちとは一線を画す、時代を先取りしたともいえる演技力を身につけていた。サイレント映画でのガルボの演技について映画評論家タイ・バーは「まったく新しいタイプの俳優だった。離れた客席に向かって演技する舞台俳優ではなく、ほとんど間近で、しかも眼差しだけで激怒から悲哀までを表現できる俳優だった」としている。映画史家ジェフリー・ヴェンスは次のように語っている。ガルボは身のこなし、ちょっとした仕草、そして何よりもその目で、奥に秘められた役柄の感情を表現していた。ほんの少しの動きだけで複雑な心理描写をこなし、自分以外の役どころに対する感情と、その場の雰囲気を作り上げていた。このような演技は自身の役柄に対する深い理解と、ガルボが意欲に満ちていたことを表している。現代風に言えば「完全主義者」であり、抑制の効いたリアリズムがガルボの演技の基礎となっている。

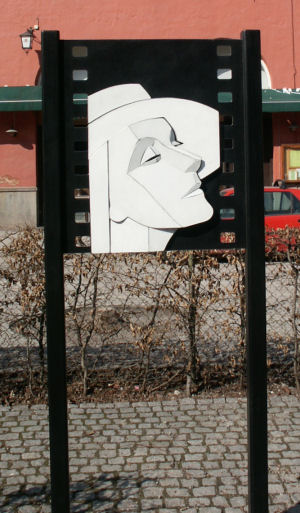
ガルボが幼少期を過ごしたセーデルマルムの通りにある記念プレート。

『椿姫』でガルボと共演したレックス・オマリーは「彼女（ガルボ）は演技しているのではない。役どころそのものとなっているのだ」と語ったことがある。ガルボの作品を7本手がけた映画監督クラレンス・ブラウンは「ガルボの目には人を引きつける力があった。そしてその眼差しは、間近でないと彼女の意図するところが分からないかも知れない。ある人物に対して嫉妬の目を向けるときも、別の人物に対して愛情に満ちた目を向けるときも、彼女は自身の表情を変える必要はなかった。ガルボはその眼差しだけですべてを表現することができた。誰一人として真似のできない演技だった」とインタビューで語っている。さらにアメリカの映画監督ジョージ・シドニーはさらに「（眼差しでの演技は）控えめな演技だと思えるかもしれない。だが彼女はその控えめな演技で他の誰よりも大きな演技をしてのけたのだ」としている。多くの評論家が、ガルボが出演した24本のハリウッド映画作品のうち極めて芸術性に優れているのは数本で、ほとんどの作品は単なる駄作だとみなしている。しかしながら、ガルボの有無を言わせない魅力的な演技は、それらの作品のあらすじや台詞回しの弱さを圧倒していたともいわれている。「全ての映画ファンが求めていたガルボの作品はグレタ・ガルボそのひとだった」
ガルボはマスコミに対して警戒心と不信感を抱いており、MGMの重役陣と仲違いしてまでも、ハリウッド流のマスコミ宣伝を拒絶した。ハリウッドでのキャリア初期における数本のインタビューを例外として（ガルボがインタビューに応じたのは14回だけだった）、肉筆でのサインをすることはなく、社交的な場に出席することもほとんど断り続け、大衆に姿を見せることもまずなかった。このような態度からマスコミはガルボのことを「スウェーデンのスフィンクス」と呼ぶのがごく普通のこととなっていった。ガルボの寡黙さと他人に恐怖感をも伴なわせるような崇拝の念が、映画界ならびに私生活の双方におけるガルボの神秘的なイメージを不滅のものとした。宣伝活動を忌避するためのあらゆる努力を惜しまなかったガルボだったが、皮肉にもこの努力によって、ガルボは20世紀における世界中でもっともよく知られる女性の一人となった。
ガルボの生涯は数本のドキュメンタリー作品に取り上げられている。1990年から2005年にアメリカで公開された作品としては、以下の4本の作品がある。
- 『聖なるガルボ (The Divine Garbo) 』（1990年） - ターナー・ネットワーク・テレビジョン、女優グレン・クローズがナレーションを担当[186]。
- 『グレタ・ガルボ 神秘の女優 (Greta Garbo: The Mysterious Lady) 』（1998年） -  バイオグラフィ・チャンネル（英語版） 、俳優ピーター・グレイブスがナレーションを担当[187]。
- 『グレタ・ガルボ 孤高のスター (Greta Garbo: A Lone Star) 』（2001年） - AMC (AMC)[188]。
- 『ガルボ (Garbo) 』（2005年） - ターナー・クラシック・ムービーズ、女優ジュリー・クリスティがナレーションを担当[189]。

ガルボはさまざまなマスコミや、映画界を代表する人々から高い賞賛を受け続けている。

## 映画賞、表彰
ガルボはアカデミー主演女優賞に三度ノミネートされている。ガルボが最初にノミネートされた1930年のアカデミー賞は、個人を対象とした部門では複数の作品に出演していたとしてもノミネートされるのは一度だけだった。このアカデミー賞でガルボは『アンナ・クリスティ』のアンナ役と『ロマンス』のリタ役の二作品で主演女優賞にノミネートされた。しかしながらこのときにアカデミー主演女優賞を獲得したのは、MGMの重役アーヴィング・タルバーグの妻で、『結婚双紙』でジェリー・バーナード・マーティンを演じたノーマ・シアラーだった。1937年にもガルボは『椿姫』のマルグリット・ゴーティエ役で主演女優賞にノミネートされたが、受賞したのは『大地』で阿蘭を演じたルイーゼ・ライナーだった。ガルボの最後の主演女優賞ノミネートとなったのは1939年で、『ニノチカ』のニノチカ役だった。しかしながら主演女優賞を獲得したのは、この年の主要な賞を総なめにした作品『風と共に去りぬ』でスカーレット・オハラを演じたヴィヴィアン・リーだった。その後、1954年にガルボの「輝かしく忘れがたい演技」に対してアカデミー名誉賞が贈られた。しかしながら授賞式にガルボは姿を見せず、副賞のオスカー像はガルボの自宅に郵便物として送付されている。
ガルボはニューヨーク映画批評家協会賞 主演女優賞を、1935年の『アンナ・カレニナ』と1936年の『椿姫』で受賞している。また、ナショナル・ボード・オブ・レビューの主演女優賞を、1935年の『アンナ・カレニナ』、1936年の『椿姫』、1941年の『奥様は顔が二つ』で受賞している。

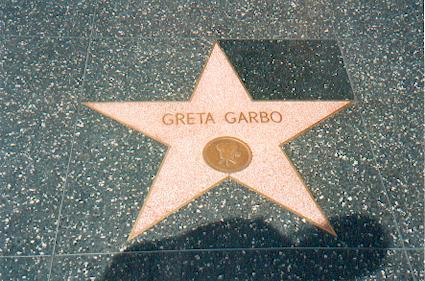
ハリウッド・ウォーク・オブ・フェームのスター・プレート。

スウェーデン王室は、文化、音楽、演劇、文学などに優れた業績を残した人物に贈られる文化功労賞メダルを、1937年1月にガルボに対して授与している。アメリカの芸能誌『ヴァラエティ』が1950年に実施した投票で、ガルボは20世紀前半の最優秀女優部門で最高得票数を集めた。1957年には世界最古の写真博物館であるジョージ・イーストマン・ハウスから、映像作品における優れた貢献としてジョージ・イーストマン賞を授与されている。
1983年11月にガルボはスウェーデン国王カール16世グスタフから、北極星勲章のコマンドール章を受けた。また、ハリウッド・ウォーク・オブ・フェームのハリウッド大通り6901には、ガルボのスター・プレートがある。
ガルボは史上もっとも美しい女性として『ギネスブック』に掲載されたことがある。また、ガルボは何度も切手のデザインとなっており、2005年9月にはアメリカ合衆国郵便公社とスウェーデン郵便株式会社  が協同で、ガルボをデザインした記念切手を発行している。2011年4月6日にスウェーデン国立銀行が、2014年から2015年ごろに登場予定の新100クローナ紙幣に、ガルボの肖像を起用すると発表した。

## 出演作品
| 公開年 | 邦題 原題                                          | 役名                           | 備考 |
| ------ | -------------------------------------------------- | ------------------------------ | --- |
| 1920年 | Herr och fru Stockholm                             | 長姉                           | ガルボが勤務していたデパートの宣伝用フィルム。このフィルムは1920年12月12日に初公開された。                                              |
| 1921年 | Konsumtionsföreningen Stockholm med omnejd         | コンパニオン                   | 宣伝フィルム。 |
| 1921年 | En lyckoriddare                                    | エキストラ                     | ガルボのクレジット表記なし。フィルムも現存していない。                                                                                  |
| 1922年 | Luffar-Petter                                      | グレタ                         | ガルボが最初に出演した商業フィルム。コメディ作品。                                                                                      |
| 1924年 | イエスタ・ベルリングの伝説 Gösta Berlings saga     | エリザベス                     | ガルボが重要な役を演じた初の長編映画。                                                                                                  |
| 1925年 | 喜びなき街 Die freudlose Gasse                     | グレタ                         | ドイツの映画作品。ガルボは主役を演じている。                                                                                            |
| 1926年 | イバニエスの激流 Torrent                           | レオノラ                       | ガルボの最初のハリウッド映画。以降のガルボのハリウッド映画はすべてMGMが製作した。                                                       |
| 1926年 | 明眸罪あり The Temptress                           | エレナ                         | 当初はガルボの師スティッレルが監督したが、撮影手法や主役俳優との関係悪化でスティッレルが更迭させられた作品。                            |
| 1926年 | 肉体と悪魔 Flesh and the Devil                     | フェリシタス                   | 合計7本のガルボ出演作品を監督したクラレンス・ブラウンの初監督作品。                                                                     |
| 1927年 | アンナ・カレニナ Love                              | アンナ・カレニナ               | トルストイの『アンナ・カレーニナ』が原作。                                                                                              |
| 1928年 | The Divine Woman                                   | マリアンヌ                     | 約9分の断片のみ現存している。 |
| 1928年 | 女の秘密 The Mysterious Lady                       | タニア・フェドロヴァ           | |
| 1928年 | 恋多き女 A Woman of Affairs                        | ダイアナ・メリック・ファーネス | ルイス・ストーンと共演した最初の作品。                                                                                                  |
| 1929年 | 野生の蘭 Wild Orchids                              | リリー・スターリング           | |
| 1929年 | A Man's Man                                        | ガルボ自身                     | ガルボとジョン・ギルバートがカメオ出演した作品。フィルムは現存していない。                                                              |
| 1929年 | 船出の朝 The Single Standard                       | アーデン・スチュアート         | |
| 1929年 | 接吻 The Kiss                                      | イレーヌ                       | ガルボとMGMにとって最後のサイレント映画作品。                                                                                           |
| 1930年 | アンナ・クリスティ Anna Christie                   | アンナ                         | ガルボ最初のトーキー映画作品。アカデミー主演女優賞ノミネート。                                                                          |
| 1930年 | ロマンス Romance                                   | リタ・カヴァリーニ             | アカデミー主演女優賞ノミネート。 |
| 1930年 | アンナ・クリスティ Anna Christie                   | アンナ                         | 『アンナ・クリスティ』のドイツ語版。監督や共演者らが変更されている。                                                                    |
| 1931年 | インスピレーション Inspiration                     | イヴォンヌ・ヴァルブレ         | |
| 1931年 | スザン・レノックス Susan Lenox (Her Fall and Rise) | スザン・レノックス             | |
| 1931年 | マタ・ハリ Mata Hari                               | マタ・ハリ                     | 次作『グランド・ホテル』に続きガルボの主演映画でもっとも興行成績がよかった作品。                                                        |
| 1932年 | グランド・ホテル Grand Hotel                       | グルシンスカヤ                 | アカデミー作品賞受賞。 |
| 1932年 | お気に召す儘 As You Desire Me                      | ザラ（マリア）                 | 3作品で共演したメルヴィン・ダグラスとの初共演作。                                                                                       |
| 1933年 | クリスチナ女王 Queen Christina                     | クリスティーナ                 | |
| 1934年 | 彩られし女性 The Painted Veil                      | カトリン                       | |
| 1935年 | アンナ・カレニナ Anna Karenina                     | アンナ・カレニナ               | ニューヨーク映画批評家協会賞 主演女優賞受賞。                                                                                           |
| 1936年 | 椿姫 Camille                                       | マルグリット・ゴーティエ       | ニューヨーク映画批評家協会賞 主演女優賞受賞。 ナショナル・ボード・オブ・レビュー主演女優賞受賞。 アカデミー主演女優賞ノミネート。       |
| 1937年 | 征服 Conquest                                      | マリア・ヴァレフスカ           | 興行的に大失敗し、MGMに140万ドル近くの損失を与えた作品。                                                                                |
| 1939年 | ニノチカ Ninotchka                                 | ニノチカ                       | ナショナル・ボード・オブ・レビュー主演女優賞受賞。 アカデミー主演女優賞ノミネート。 ニューヨーク映画批評家協会賞 主演女優賞ノミネート。 |
| 1941年 | 奥様は顔が二つ Two-Faced Woman                     | カリン・ボーグ・ブラック       | ナショナル・ボード・オブ・レビュー主演女優賞受賞。                                                                                      |